# Schwangerschaftsabbruch (Aserbaidschan)
Schwangerschaftsabbrüche sind in Aserbaidschan auf Antrag bis zur 12. Schwangerschaftswoche und unter bestimmten Umständen zwischen der 12. und 28. Schwangerschaftswoche legal. Das aktuelle Abtreibungsgesetz Aserbaidschans basiert auf dem Abtreibungsgesetz der Sowjetunion von 1955, als die Aserbaidschanische Sozialistische Sowjetrepublik eine Republik der UdSSR war. Nach der Unabhängigkeit Aserbaidschans im Jahr 1991 wurden keine Änderungen vorgenommen. Zwischen 1965 und 1987 war die Abtreibungsrate sehr hoch (zwischen 20 und 28 %). Seit der Unabhängigkeit hat sich die Abtreibungsrate fast halbiert und nach 2000 relativ stabilisiert (zwischen 12 und 14 %). Im Jahr 2014 endeten 13,8 % der Schwangerschaften in Aserbaidschan mit einer Abtreibung, ein leichter Anstieg gegenüber dem Allzeittief im Jahr 2005 (12,1 %).

## Geschichte
Wie die gesamte ehemalige UdSSR unterlag Aserbaidschan, das vor 1992 als Aserbaidschanische Sozialistische Sowjetrepublik bekannt war, den Abtreibungsgesetzen und -bestimmungen der ehemaligen Union der Sozialistischen Sowjetrepubliken. Infolgedessen ähnelten die Abtreibungspraktiken in Aserbaidschan denen in der gesamten ehemaligen UdSSR.
Die nachstehende Beschreibung bezieht sich auf die Situation in Aserbaidschan vor der Unabhängigkeit. Seit der Unabhängigkeit wurden keine Änderungen am Abtreibungsgesetz vorgenommen.
Der sowjetische Erlass vom 27. Juni 1936 verbot die Durchführung von Abtreibungen, es sei denn, es bestand Lebensgefahr, eine ernsthafte Gefahr für die Gesundheit oder das Vorliegen einer schweren Krankheit, die von den Eltern vererbt werden konnte. Die Abtreibung musste in einem Krankenhaus oder Entbindungsheim durchgeführt werden. Ärzte, die unsichere Abtreibungen außerhalb eines Krankenhauses oder ohne Vorliegen einer dieser Indikationen durchführten, wurden mit einer Freiheitsstrafe von ein bis zwei Jahren bestraft. Wenn die Abtreibung unter unhygienischen Bedingungen oder von einer Person ohne besondere medizinische Ausbildung durchgeführt wurde, betrug die Strafe mindestens drei Jahre Haft. Eine Person, die eine Frau zu einer Abtreibung veranlasste, wurde mit einer Freiheitsstrafe von zwei Jahren bestraft. Gegen eine schwangere Frau, die eine Abtreibung vornahm, wurde ein Verweis und im Wiederholungsfall eine Geldstrafe von bis zu 300 Rubel verhängt.
Mit einem Erlass vom 23. November 1955 hob die Regierung der ehemaligen UdSSR das im Dekret von 1936 enthaltene allgemeine Verbot der Durchführung von Abtreibungen auf. Andere Vorschriften, die ebenfalls im Jahr 1955 erlassen wurden, legten fest, dass Abtreibungen während der ersten zwölf Schwangerschaftswochen frei durchgeführt werden konnten, wenn keine Kontraindikation vorlag, und nach diesem Zeitpunkt, wenn die Fortsetzung der Schwangerschaft und die Geburt der Mutter schaden würden (interpretiert so: Fehlbildung). Die Abtreibung musste in einem Krankenhaus von einem Arzt durchgeführt werden und war, sofern die Gesundheit der Mutter nicht gefährdet war, kostenpflichtig. Personen, die illegal eine Abtreibung vornahmen, wurden mit strafrechtlichen Sanktionen belegt, die in Strafgesetzen wie dem sowjetischen Strafgesetzbuch festgelegt waren. Wenn die Abtreibung beispielsweise nicht in einem Krankenhaus durchgeführt wurde, konnte eine Freiheitsstrafe von bis zu einem Jahr verhängt werden, und wenn sie von einer Person ohne fortgeschrittenen medizinischen Abschluss durchgeführt wurde, war eine Freiheitsstrafe von bis zu zwei Jahren möglich. Bei wiederholten Straftaten oder dem Tod oder der schweren Verletzung der schwangeren Frau konnte eine höhere Strafe von bis zu acht Jahren Freiheitsstrafe verhängt werden. Eine Frau, die eine illegale Abtreibung vornahm, wurde nicht bestraft.
Trotz der Verabschiedung des Erlasses und der Verordnungen von 1955 verschwand das Problem der illegalen Abtreibungen in der ehemaligen UdSSR nicht vollständig. Diese Situation resultierte zum Teil aus der widersprüchlichen Haltung der Regierung zur Empfängnisverhütung. Obwohl sie zeitweise ihre Unterstützung für die Empfängnisverhütung zum Ausdruck brachte, trug sie wenig dazu bei, Verhütungsmittel verfügbar zu machen, und verbot 1974 faktisch den weit verbreiteten Einsatz oraler Kontrazeptiva. Die Situation war teilweise auch auf eine wiederbelebte pronatalistische Herangehensweise an die Geburt von Kindern zurückzuführen, die zeitweise von der Regierung übernommen wurde und die Abtreibung negativ beurteilte. Das Ergebnis war die Abhängigkeit von der Abtreibung als primärer Methode der Familienplanung.
Besorgt über die hohe Rate illegaler Abtreibungen erließ die Regierung 1982 ein Dekret, das Abtreibungen aus gesundheitlichen Gründen bis zur 28. Schwangerschaftswoche erlaubte. Die Regierung weitete die Bedingungen, unter denen legale Abtreibungen möglich waren, weiter aus und erließ am 31. Dezember 1987 ein weiteres Dekret, das eine breite Palette nichtmedizinischer Indikationen für Abtreibungen festlegte, die auf Wunsch bis zur 28. Schwangerschaftswoche durchgeführt werden konnten. Dies waren: der Tod des Ehemannes während der Schwangerschaft; Inhaftierung der schwangeren Frau oder ihres Mannes; Entzug des Mutterschaftsrechts; Multiparität (die Anzahl der Kinder übersteigt fünf); Scheidung während der Schwangerschaft; Schwangerschaft nach Vergewaltigung, Behinderung in der Familie. Darüber hinaus sah die Anordnung vor, dass mit Zustimmung einer Kommission eine Abtreibung aus jedem anderen Grund durchgeführt werden könne.
Diese Ausweitung der Abtreibungsgründe nach den ersten zwölf Schwangerschaftswochen führte in Verbindung mit der ambivalenten Haltung der Regierung zur Empfängnisverhütung zu einem dramatischen Anstieg der Zahl der offiziell gemeldeten Abtreibungen. Zu den weiteren Faktoren, die zu einer hohen Häufigkeit von Abtreibungen führen, gehören der Mangel an hochwertigen modernen Verhütungsmitteln und die Abhängigkeit von weniger zuverlässigen traditionellen Methoden, mangelndes Wissen bei Paaren über Verhütung und die schädlichen gesundheitlichen Folgen häufiger Abtreibungen und das Fehlen einer angemessenen Ausbildung für Ärzte, Krankenschwestern, Lehrer und andere Spezialisten. Im Jahr 1989 betrug die Verfügbarkeit von Kondomen in der gesamten ehemaligen UdSSR nur 11 Prozent der Nachfrage; Intrauterinpessare: 30 Prozent; Pillen: 2 Prozent. Daten aus der gewerkschaftsweiten Stichprobenerhebung zum Einsatz von Verhütungsmitteln aus dem Jahr 1990 zeigen, dass in Aserbaidschan 6,5 Prozent aller Frauen im Alter von 15 bis 49 Jahren regelmäßig Verhütungsmittel verwendeten, 10,1 Prozent manchmal Verhütungsmittel verwendeten und 41,9 Prozent keine Verhütungsmethode verwendeten. 35,3 Prozent wussten nichts über Verhütung.